# 脱獄 (映画)
脱獄（だつごく）は1950年に公開された映画。太泉映画と映画芸術協会が合同で製作し、東京映画配給によって配給され山本嘉次郎が監督を務めた。

## キャスト
- 三船敏郎（新吉）
- 高峰三枝子（加代）
- 小沢栄（孝之助）
- 三島雅夫（荒巻）
- 三好栄子（新吉の母）
- 山本礼三郎（安蔵）
- 尾上栄二郎（馬淵）
- 宮川富士夫（手塚）
- 大村千吉（三公）
- 春日章良（村山）
- 進藤英太郎（渡邊刑務所長）
- 柳谷寛（岡田看守）
- 伊豆肇（戸川看守）

## スタッフ
- 製作：本木荘二郎
- 監督：山本嘉次郎
- 脚本：山本嘉次郎
- 撮影：中井朝一
- 美術：松山崇
- 録音：岡崎三千雄
- 照明：守屋惣一